# David Sakurai
David Sakurai (Koppenhága, 1979. július 19. –) japán származású dán színész, harcművész, kaszkadőr-koreográfus, rendező, forgatókönyvíró és producer.

## Élete és pályafutása
Édesapja japán, édesanyja dán. Féltestvére Kristoffer Sakurai szólótáncos. Koppenhágában született és Frederiksværk városában nőtt fel. Fiatal kora óta érdekelte a filmezés. 18 évesen úgy döntött, hogy szeretné megismerni a gyökereit, ezért kiköltözött Japánba, ahol színészmesterséget is tanult. Eleinte színházakban, majd filmekben is játszott, olyan kisebb japán indie-projektekben, mint a Tokyo G.P. gengszterfilm (2001) vagy – képzett harcművészként – a Scarlet Runaway harcművészeti film (2005) főszereplőjeként. 2008-ban tért vissza Dániába, többek között azért, mert anyanyelvén, dánul szeretett volna filmet forgatni. Itt a Dán Színészek Szervezeténél (DSF) folytatta a felkészülést. Egyik első főszerepét az Eastern Army-ban játszotta. Független filmes, dolgozott többek között Stellan Skarsgårddal, Steven Van Zandttal, Hans Petter Molanddal.
Mivel a dán mellett angolul és japánul folyékonyan beszél, akárcsak spanyolul és németül, így nemzetközi produkciókban is szerepel. 2012-ben Magyarországon vett részt forgatáson, Ujj Mészáros Károly Liza, a rókatündér című filmjében, ami japán mondavilágra épül, és 2015 februárjában került a mozikba.
A Wing Chun, thai boksz, dzsúdzsucu és arnis harcművészeti módokat is ismeri.
Feleségével Los Angelesben él.

## Filmek
- 2006 Skyggen af tvivl (dán kisjátékfilm) - Lars
- 2007 Fighter (A harcos, dán filmdráma) - versenyharcos
- 2009 No Right Turn (dán játékfilm) - pincér
- 2010 Tour de Force (dán játékfilm) - Hiru
- 2010 Wasteland Tales (dán játékfilm, részek) - az idegen
"Eastern Army"
"I Barbari Dei Cph" (forgatókönyvíró, producer)
- 2010 Tony Venganza (dán játékfilm) - Shiba
- 2011 Hapa (rövidfilm, portré) - "önmaga"; (forgatókönyvíró, rendező, producer)[12]
- 2011 Shaky González/The Last Demon Slayer (dán játékfilm) - Jiro (harckoreográfia)
- 2012 Emma (kisjátékfilm, Supernatural Tales videó) - Bastian
- 2012 Ud af mørket (dán akciófilm) - Johnny; (forgatókönyvíró, rendező, producer)
- 2012 Hitman: Absolution (videójáték) - különböző karakterek
- 2012–2014 Lilyhammer(wd) (norvég tévésorozat, epizódok) - Tensing
- 2013 Detektiverne (dán ifjúsági thriller[13]) - Sony Kazu
- 2014 Kraftidioten (Az eltűnés sorrendjében, norvég-svéd-dán fekete komédia) - Kinamann
- 2014 Echoes of a Ronin (dán rövidfilm) - Shin; (forgatókönyvíró, producer)
- 2014 Dark Samurai (Sötét szamuráj; dán filmdráma) - Miyamoto
- 2015 Liza, a rókatündér (magyar romantikus vígjáték) - Tomy Tani szelleme
- 2017 Iron Fist - Scythe
- 2018 Legendás állatok: Grindelwald bűntettei - Krall
- 2018 Origin - Murakava
- 2020 The Doorman – Több mint portás - Hammer

## Díjai
- 2010 Legjobb színész díj és közönségdíj (Eastern Army; Movie Battle fesztivál, Koppenhága)[14]
- 2010 Breakout Action Star (Action On Film (AOF) nemzetközi filmfesztivál(wd), Los Angeles)[15]
- 2011 GoVisual díj (Hapa megosztva a svéd "I Am Your Ecstacy" zenei videóval; Nordisk filmfesztivál)[12]